# Hydrosaurinae
Hydrosaurinae – monotypowa podrodzina jaszczurek z rodziny agamowatych (Agamidae).

## Zasięg występowania
Podrodzina obejmuje gatunki występujące w południowo-wschodniej Azji (Indonezja i Filipiny).

## Charakterystyka
Jaszczurki z tego rodzaju związane ze środowiskiem wodnym. Największe osiągają ponad 1 m długości.

## Systematyka

### Etymologia
- Lophura: gr. λοφος lophos „czubek”[7]; ουρα oura „ogon”[8]. Gatunek typowy: Lacerta lophura Shaw, 1802 (= Lacerta amboinensis Schlosser, 1768).
- Hydrosaurus: gr. ὑδρο- hudro- „wodny”, od ὑδωρ hudōr, ὑδατος hudatos „woda”[9]; σαυρος sauros „jaszczurka”[10].
- Istiurus: gr. ἱστιον histion „żagiel”[11]; ουρα oura „ogon”[8]. Nowa nazwa dla Lophura J.E. Gray, 1827.

### Podział systematyczny
Do podrodziny należy jeden rodzaj z następującymi gatunkami:
- Hydrosaurus amboinensis (Schlosser, 1768) – soasoa[12]
- Hydrosaurus celebensis (Peters, 1872)
- Hydrosaurus microlophus (Bleeker, 1860)
- Hydrosaurus pustulatus (Eschscholtz, 1829)
- Hydrosaurus weberi Barbour, 1911